# ديزج سفيد
ديزج سفيد هي قرية في مقاطعة سراب، إيران. عدد سكان هذه القرية هو 70 في سنة 2006.